# Low-Level-Lasertherapie

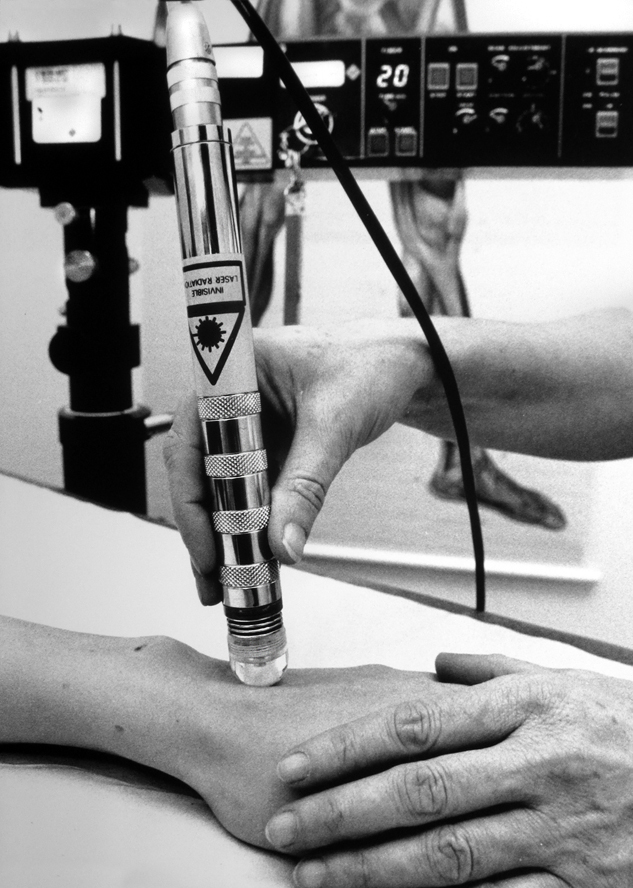
Low-Level-Lasertherapie

Bei der Low-Level-Lasertherapie handelt es sich um eine alternativmedizinische und -veterinärmedizinische Behandlung, die mittels Laserlicht durchgeführt wird. Ziel der Behandlung ist es, Schmerzen zu reduzieren, die Wundheilung zu beschleunigen und Entzündungen zu bekämpfen. Die Wirksamkeit ist wissenschaftlich nicht nachgewiesen.

## Namensgebung
Die Low-Level-Lasertherapie ist unter verschiedenen Namen bekannt. Neben dem veralteten Namen Softlaser-Therapie werden ferner noch die Begriffe Kaltlichtlaser-Therapie, Laserbiostimulation und Laserbiomodulation verwendet. Der Name Low Level Laser ist eigentlich irreführend, da die Therapie auch mit Lasern hoher Leistung durchgeführt werden kann. Von Wissenschaftlern in diesem Bereich wird daher der Name Laser-Photo-Therapie (engl. Laser Photo Therapy) gebraucht, jedoch hat sich dieser Name (auch in der wissenschaftlichen Literatur) noch nicht überall durchgesetzt.

## Geschichte
Erste medizinische Anwendungen der Lasertechnik gab es bereits wenige Jahre nach der Erfindung des Lasers im Jahre 1960. So untersuchte Endre Mester bereits im Jahre 1963 an der Semmelweis-Universität in Budapest den Einfluss von Laserstrahlung auf Gewebe insbesondere im Hinblick auf eine mögliche karzinogene Wirkung der Laserstrahlung. Dazu bestrahlte er Mäuse an Hautstellen, welche vorher durch Rasieren der Haare zugänglich gemacht wurden.
Die Ergebnisse seiner Experimente interpretierte er dahingehend, dass die untersuchten Laser keine karzinogene Wirkung hatten, sondern auch, dass die Haare der Mäuse in der Behandlungsgruppe deutlich schneller regenerierten als in der Kontrollgruppe. In weiteren Untersuchungen will er auch eine verbesserte Epithelisation schlecht heilender Wunden gefunden haben. Mester veröffentlichte seine Ergebnisse ab 1967 in mehreren Publikationen. Diese Studien werden heute von manchen Autoren als der Ausgangspunkt und erster Nachweis der LLLT gesehen, eine wissenschaftlich Rezeption oder gar experimentelle Nachprüfung seiner Ergebnisse liegt bislang nicht vor.

## Hypothesen zum Wirkungsmechanismus
Die durch das Laserlicht in lebenden Zellen ausgelösten photochemischen Prozesse sind Gegenstand zahlreicher wissenschaftlicher und pseudowissenschaftlicher Spekulationen und längst nicht eindeutig geklärt. Von den Protagonisten dieser Therapie wird eine zentrale Bedeutung des Einflusses des Lichts auf die Mitochondrien angenommen. Diese Zellorganellen sind im Wesentlichen dafür verantwortlich, der Zelle Energie in Form von Adenosintriphosphat (ATP) zur Verfügung zu stellen. Dies geschieht in den an der inneren Zellmembran befindlichen Atmungsketten, die über mehrere Redoxreaktionen aus Adenosindiphosphat (ADP) und Phosphor durch den Prozess der Phosphorylierung schließlich ATP synthetisieren. Diese Spekulationen wurden bislang trotz einiger Einzelstudien ihrer Protagonisten im medizinisch-naturwissenschaftlichen Diskurs nicht rezipiert; reputable Sekundärliteratur zum Wirkungsmechanismus der Low-Level-Lasertherapie liegt bislang nicht vor.

## Anwendung
Die Anwendungsempfehlungen richten sich vor allem auf oberflächliche Entzündungen von Haut und Schleimhaut sowie auf Verschleißerscheinungen, Entzündungen der Bewegungsorgane und Gelenke, als auch gegen Allergien (z. B. Hausstaub, Tierhaare, Heuschnupfen).
Eine standardisierte Anwendungsform für eine Therapie gibt es nicht. Genauso wie die Geräteleistung variieren die Anwendungsparameter von Therapeut zu Therapeut. Softlasergeräte finden sich u. a. in Praxen von Heilpraktikern, Orthopäden (vor allem Sportärzten) und HNO-Ärzten.
Die Softlaser-Behandlung gilt als nebenwirkungsfrei und schmerzlos. Der Laserstrahl durchdringe die Unterhautschichten und wirke nach Ansicht seiner Anwender als heilsame „Biostimulation“ auf den Stoffwechsel im Bindegewebe. Dies führe zur Regeneration der Hörzellen, zur Stimulation des Immunsystems, zur Forcierung der Zellteilung und zur Aktivierung bestimmter Abwehrmoleküle. Wissenschaftliche Belege hierfür fehlen.
Es werden je nach Ausbildung des Therapeuten entweder schmerzende Körperstellen flächig bestrahlt, oder es werden gezielt Akupunkturpunkte behandelt (Laserakupunktur). Eine selten angebotene Variante ist die Laserblutbestrahlung (Blutakupunktur), bei der grünes Licht über einen Katheter in einer Vene auf das Blut einwirken soll.

## Therapeutischer Wert
Der therapeutische Wert der Softlaser wird in der Literatur unterschiedlich, überwiegend kritisch betrachtet. Die Wirksamkeit ist wissenschaftlich nicht nachgewiesen.
Eine systematische Übersichtsarbeit zur Anwendung bei Nackenschmerzen kommt zum Schluss, dass kurz- und mittelfristig eine schmerzlindernde Wirkung existiere. Kontrovers hierzu konstatiert Edzard Ernst keine über Placebo hinausgehende Wirkung bei dieser Indikation.
Speziell zur Anwendung des Low-Level-Lasers bei Tinnitus liegen mehrere randomisierte, kontrollierte Studien vor, allerdings jeweils mit geringer Patientenzahl. Während einige davon zu positiven Ergebnisse kommen, können andere eine Wirksamkeit der Low-Level-Lasertherapie für Tinnitus nicht belegen. Auch eine entsprechende Studie zum Medium-Power-Laser (450 mW, 830 nm) aus dem Jahr 2013 konnte keine Wirkung der Behandlung oberhalb vom Placeboeffekt feststellen.
Die Deutsche Gesellschaft für Zahn-, Mund- und Kieferheilkunde kommt bei der Bewertung der Laser-Biostimulation zum Schluss, dass die eingesetzten Mittel angesichts ihrer niedrigen Leistungsdichte mit Laserpointern vergleichbar seien. Aufgrund zahlreicher Doppel-Blindstudien sei mit hoher Gewissheit davon auszugehen, dass die Laserbiostimulation keine substanzielle Wirkung habe und dass therapeutische Effekte auf dem Placeboeffekt beruhten.

## Gerätetechnik
Lasergeräte werden in 4 Laserklassen eingeteilt.
Zur Anwendung im physiotherapeutischen Bereich kommen meist Klasse 3 Laser. Die Strahlungsleistung liegt bei etwa 70 Milliwatt.
Diese kommen ebenso in der Low-Level-Lasertherapie zum Einsatz.